# Jezioro Mierzyńskie
Jezioro Mierzyńskie – przepływowe jezioro morenowe w Polsce, położone w województwie wielkopolskim, w powiecie międzychodzkim, w gminie Międzychód, leżące w Kotlinie Gorzowskiej, we wsi Mierzyn.

## Opis
Akwen położony jest przy dwóch drogach wojewódzkich: 160 oraz 199, na południowym skraju Puszczy Noteckiej, w zlewni rzeki Warty.

## Dane morfometryczne
Powierzchnia zwierciadła wody jeziora Mierzyńskiego wynosi od 47,8 ha, przez 48,12 ha do 48,65.
Jezioro należy do płytkich. Maksymalna głębokość wynosi 8,90 m.

## Turystyka
Nad jeziorem zlokalizowany jest ośrodek sportowo-wypoczynkowy „Mierzyn Ustronie”. Turyści mogą korzystać z wypożyczalni sprzętu pływającego nad strzeżoną plażą, znajdująca się na wschodnim brzegu akwenu.
Skrajem skarpy nadjeziornej możemy obejść całe jezioro, jest to 3,790 km i zajmie ok. 46 minut.